# E. V. Thompson
Ernest Victor Thompson, MBE (* 14. Juli 1931 in London, England; † 19. Juli 2012 in Launceston, Cornwall), war ein britischer Schriftsteller.

## Leben
Ernest Victor Thompson wurde in London geboren. Er hat keinerlei akademische Ausbildung und diente neun Jahre lang in der Royal Navy. Er war bei der Polizei in Bristol angestellt und Sicherheitschef beim Department of Aviation in Rhodesien. 1970 zog er nach Cornwall, um sich auf das Schreiben zu konzentrieren. Bis zu seinem Romandebüt schrieb er fast 400 Kurzgeschichten.
Mit Chase the Wind debütierte Thompson 1977 als Schriftsteller. Er gewann für den Roman die Auszeichnung für den besten Historischen Roman des Jahres, bei einem Preisgeld von 7000 Pfund. Neben der Garantie, dass der Roman in den USA verlegt wird, wurde der Roman schließlich in 14 Sprachen übersetzt, darunter auch ins Deutsche. Er erschien 1986 unter dem Titel Wild wie das Moor im Ullstein Verlag. Insgesamt schrieb er in 35 Jahren 39 Historienromane, wovon weltweit etwa 5 Millionen Exemplare verkauft wurden.
Am 19. Juli 2012 verstarb Thompson im Alter von 81 Jahren bei sich zu Hause in Launceston. Er hinterließ seine Frau und zwei gemeinsame Söhne.

## Werke
- 1977: Chase the Wind
  - Wild wie das Moor, Ullstein Verlag (1986), 155 Seiten, ISBN 3-548-39165-6
- 1978: Harvest of the Sun
  - Schwarze Sonne Afrikas, Ullstein Verlag (1987), 266 Seiten, ISBN 3-548-21048-1
- 1979: Music Makers
- 1980: Ben Retallick
  - Ben Retallick, Ullstein Verlag (1987), 269 Seiten, ISBN 3-548-21041-4
- 1981: The Dream Traders
  - Opium und Mandelauge, Droemer Knaur, München 1984, 523 Seiten, ISBN 3-426-01151-4.
- 1982: Singing Spears
  - Singende Speere, Ullstein Verlag (1988), 413 Seiten, ISBN 3-548-21087-2
- 1983: The Restless Sea
  - Cornwall, Ullstein Verlag (1987), 332 Seiten, ISBN 3-548-21068-6
- 1984: Cry Once Alone
  - Texas, Ullstein Verlag (1988), 444 Seiten, ISBN 3-548-21081-3
- 1985: Polrudden
  - Polrudden, Ullstein Verlag (1988), 267 Seiten, ISBN 3-548-21075-9
- 1986: The Stricken Land
- 1988: Becky
- 1989: God's Highlander
- 1990: Lottie Trago
- 1991: Cassie
- 1992: Whychwood
- 1992: Blue Dress Girl
- 1993: Mistress of Polrudden
- 1994: Tolpuddle Woman
- 1995: Ruddlemoor
- 1996: Lewin's Mead
- 1996: Moontide
- 1997: Cast No Shadows
- 1997: Mud Huts and Missionaries
- 1998: Fires of Evening
- 1999: Here, There and Yesterday
- 1999: Somewhere a Bird is Singing
- 2000: Winds of Fortune
- 2001: Seek a New Dawn
- 2002: The Lost Years
- 2003: Paths of Destiny
- 2004: Tomorrow Is For Ever
- 2005: The Vagrant King
- 2006: Brothers in War
- 2007: Though the Heavens May Fall
- 2008: No Less Than the Journey
- 2009: Churchyard and Hawke
- 2010: Beyond the Storm
- 2012: Hawke’s Tor
- 2012: The Bonds of Earth